# Gregory Yong
Gregory Yong Sooi Ngean (in cinese: 杨瑞元) (Taiping, 20 maggio 1925 – Singapore, 28 giugno 2008) è stato un arcivescovo cattolico malaysiano di origini Hakka.

## Biografia
Nato a Taiping il 20 maggio 1925, studiò al St. George's Institution e al St. Michael's Institution di Ipoh.
Ordinato sacerdote nel 1951, ebbe il suo primo incarico nella parrocchia Blessed Virgin Mary a Singapore.
Laureatosi in diritto canonico a Roma nel 1953, tornò a Singapore nel 1956 per il ministero di coadiutore in alcune parrocchie. Docente al Seminario Maggiore, il 1º luglio 1968 fu consacrato vescovo di Penang.
Il 3 febbraio 1977 fu nominato arcivescovo di Singapore. Si dimise per raggiunti limiti d'età il 14 ottobre 2000.
La sua ultima apparizione pubblica risale al 2004; morì di attacco cardiaco all'ospedale St Joseph's Home, il 28 giugno 2008.

## Genealogia episcopale e successione apostolica
La genealogia episcopale è:
- Arcivescovo François de Bovet
- Vescovo Jacques-Léonard Pérocheau, M.E.P.
- Vescovo Annet-Théophile Pinchon, M.E.P.
- Arcivescovo Eugène-Jean-Claude-Joseph Desflèches, M.E.P.
- Vescovo François-Eugène Lions, M.E.P.
- Vescovo Jean-Joseph Fenouil, M.E.P.
- Vescovo Marc Chatagnon, M.E.P.
- Vescovo Jean-Claude Bouchut, M.E.P.
- Vescovo Pierre Louis Perrichon, M.E.P.
- Vescovo Frédéric-Joseph-Marie Provost, M.E.P.
- Arcivescovo Michel Olçomendy, M.E.P.
- Arcivescovo Gregory Yong Sooi Ngean

La successione apostolica è:
- Cardinale Anthony Soter Fernandez (1978)